# Исчезающий спрей
Исчезающий спрей — атрибут в футболе, который используется, чтобы нарисовать временную линию на поле (например, в футболе во время штрафного удара). Спрей наносится из аэрозольного баллона и выглядит как белое пятно или линия, которая исчезает через некоторое время.

## История

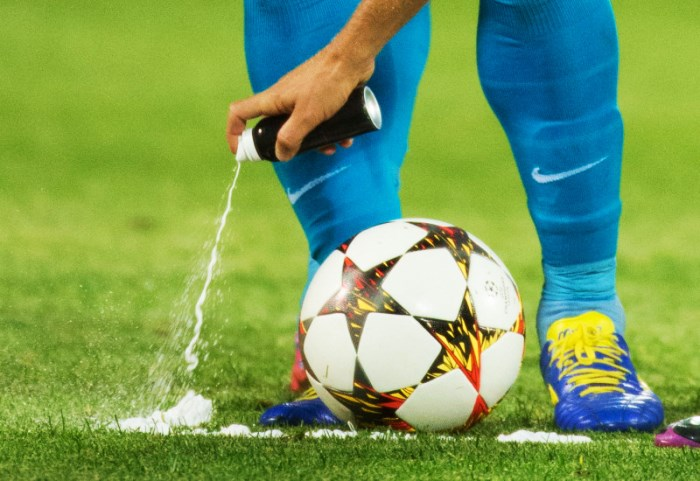
Исчезающий спрей

В 2000 году бразильский изобретатель Гейне Аллеманъе разработал спрей под названием «Spuny». Впервые его использовали на профессиональном уровне в бразильском чемпионате 2001 года и на Кубке Жоао Авеланжа в 2001 году. Судьи единогласно одобрили его использование. «Spuny» был запатентован его изобретателем 29 октября 2002 года. С тех пор данный спрей и его аналоги использовались во многих международных футбольных соревнованиях.
Кубок Америки по футболу 2011 года стал первым турниром для сборных команд, на котором использовался спрей. Он был использован, чтобы обозначить положение мяча и стенки во время штрафных ударов.
В 2013 году спрей был задействован и в клубном турнире — клубном чемпионате мира в Марокко.
Спустя полгода, в июне 2014 года, самая недавняя на тот момент коммерческая версия спрея, «9-15» была применена и на чемпионате мира в Бразилии. Японский арбитр Юити Нисимура впервые в истории «мундиалей» использовал спрей в матче открытия турнира, в котором играли сборная Бразилии и сборная Хорватии..
«9-15» был разработан аргентинским предпринимателем Пабло Силвой и его коммерческое производство началось в 2008 году.
MLS использует собственную систему, которая называется Aero Comex Futline, причём спрей работает как на траве, так и на синтетических и других поверхностях.

## Состав и способ действия

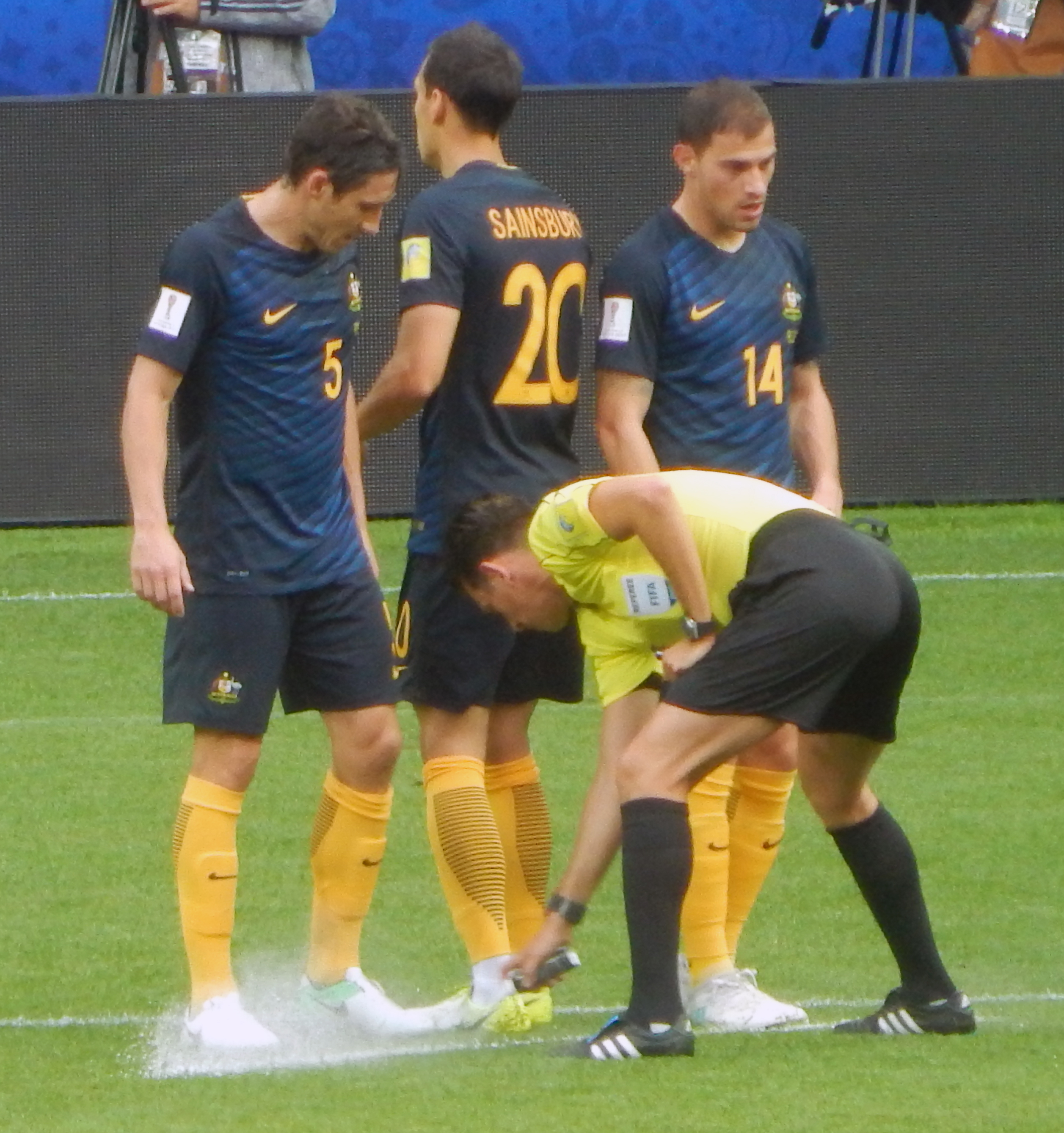
Джанлука Рокки наносит исчезающий спрей в матче Чили – Австралия Кубка конфедераций 2017

Спрей состоит из воды (≈80 %) и бутана (≈20 %) с небольшим добавлением ПАВ и некоторых других ингредиентов. При нажатии на клапан бутан распыляется, образуя маленькие капельки, покрытые водой на поверхности. В скором времени бутан улетучивается, а вода и добавки впитываются в поверхность или испаряются.